# Melissoptila desiderata
Melissoptila desiderata är en biart som först beskrevs av Holmberg 1903.  Melissoptila desiderata ingår i släktet Melissoptila och familjen långtungebin. Inga underarter finns listade i Catalogue of Life.